# Bierebo jezik
Bierebo jezik (ISO 639-3: bnk; bonkovia-yevali), austronezijski jezik uže skupine epi, kojim govori oko 800 ljudi (Lynch and Crowley 2001) na zapadu otoka Epi (prije zvan Volcano) u Vanuatuu.
Podklasificira se podskupini baki-bierebo koju čini s jezikom baki [bki], šira skupina lamenu-baki. Mnogi govore i baki.

## Vanjske poveznice
- Ethnologue (14th)
- Ethnologue (15th)